# Bulldog Drummond at Bay
Bulldog Drummond at Bay é um filme de mistério produzido no Reino Unido, dirigido por Norman Lee e lançado em 1937.